# Street Hassle (brano musicale)
Street Hassle è un brano musicale scritto ed interpretato dal musicista rock statunitense Lou Reed, incluso nel suo omonimo album del 1978.

## Il brano
Si tratta di un lungo brano della durata di quasi undici minuti, diviso in tre sezioni distinte: Waltzing Matilda, Street Hassle, e Slipaway. La prima sezione, Waltzing Matilda, descrive una donna che si avvale dei servigi di un prostituto. Nella seconda, Street Hassle, uno spacciatore di droga racconta agli amici la morte di una ragazza avvenuta nel suo appartamento. Nella terza parte, Slipaway, è presente una breve e non accreditata partecipazione vocale parlata da parte di Bruce Springsteen (dal minuto 9:02 a 9:39) e una sorta di canto funebre di Reed sull'amore e la morte.
Il titolo della canzone gioca sulla pronuncia simile in inglese di "Hassle" (inconveniente) e "Asshole" (stronzo)
Sull'album dal vivo Animal Serenade, a proposito della traccia, Reed la introdusse nella seguente maniera: «Volevo scrivere una canzone che avesse un grande monologo rock al suo interno. Qualcosa che avrebbero potuto scrivere gente come William Burroughs, Hubert Selby, John Rechy, Tennessee Williams, Nelson Algren, o Raymond Chandler. Mischiandoli tutti insieme, ecco apparire Street Hassle».
Nel 2008 Street Hassle è stata inclusa nella classifica The Pitchfork 500: Our Guide to the Greatest Songs from Punk to the Present.
Il brano è stato incluso nell'ultima scena del film del 2005 Il calamaro e la balena.

## Cover
- I Simple Minds reinterpretarono la canzone in versione abbreviata sul loro album del 1984 Sparkle in the Rain, utilizzando due strofe (la prima e la terza) della sezione Waltzing Matilda e una strofa da Slipaway.
- Gli Spacemen 3 hanno prodotto il brano Ode to Street Hassle che include una musica simile all'originale di Reed.